# Batalla de Bothaville
La batalla de Bothaville (Doornkraal), ocurrida el 6 de noviembre de 1900, fue una derrota del comando bóer de Christiaan de Wet a manos de una fuerza de infantería montada británica.

## Batalla
De Wet fue uno de los comandantes bóeres más exitosos de la segunda guerra bóer, interrumpiendo las líneas de suministro británicas casi con impunidad. El 6 de noviembre, De Wet acampó en Bothaville en el río Valsch con 800 comandos del Estado Libre de Orange. Su contingente incluía al presidente del Estado Libre, Marthinus Steyn. De Wet era consciente de que la muy superior fuerza armada británica del general mayor Charles Knox estaba acampada a unos 11 km de distancia y creía que sus puestos de avanzada le avisarían adecuadamente de cualquier movimiento enemigo. Lo que no sabía era que los hombres de su puesto principal se habían quedado dormidos.
Poco después del amanecer, justo después de que De Wet recibiera un informe tranquilizador de un explorador, la vanguardia de 600 hombres de Knox, los regimientos 55.º y 8.º de la infantería montada británica al mando del teniente coronel PWJ Le Gallais aparecieron a sólo 300 metros del campamento bóer. De Wet se vio emboscado y se desató el pánico en el campo bóer. Gracias a que su ayudante tenía un caballo ensillado, el presidente Steyn pudo escapar. La mayor parte del comando de De Wet huyó para salvar sus vidas a caballo, pero unos 150 hombres se quedaron atrás para enfrentarse al el ejército británico. Los dos bandos posicionaron ocupando granjas o apostándose en el suelo. Usaron rifles e incluso cañones de campaña a corta distancia. "El heroísmo mostrado por ambos bandos la convirtió en una de las pequeñas acciones más feroces y espantosas de la guerra".
La batalla duró cuatro horas hasta que Knox apareció con su fuerza de infantería. En ese momento, un oficial superviviente, el mayor William Hickie, dirigió el contingente inglés en una carga de bayoneta. Esto produjo una rápida rendición de los bóeres. El ejército anglosajón quería disparar a dos bóeres que fueron encontrados con balas expansivas, pero Knox lo evitó. El intento de persecución de Knox fracasó.

## Tras la batalla
Tras la victoria, Knox y sus subordinados trataron de dividir el botín del campamento bóer capturado, algo que no gustó a los oficiales británicos. Aunque no triunfó la persecución, los bóeres perdieron 25 hombres y unos 130 fueron capturados, incluidos 30 hombres heridos en la batalla. De Wet tuvo que abandonar cuatro cañones de campaña Krupp, un Cañón QF de 1 libra y dos piezas de artillería capturadas a los británicos en las batallas de Colenso y Sanna's Post . Las pérdidas británicas también fueron graves: unos 38 hombres fueron heridos o muertos en combate. Le Gallais murió esa noche a causa de sus heridas. El teniente coronel Wally Ross del 8.º regimiento fue gravemente herido en la cara. Debido al fracaso de Knox en la persecución, la mayor parte de las fuerzas de De Wet escaparon intactas y pronto comenzaron a operar nuevamente contra guarniciones y convoyes de suministros británicos. Hickie, el oficial que dirigió la carga que decidió la victoria inglesa, escribió: "El general es una anciana... Si Knox tuviera la misma carrera que Le Gallais, deberíamos habernos llevado a todos, haber embolsado a toda la multitud". También se habían infligido graves pérdidas de material a los bóeres, incluidos seis cañones de campaña, un arma Maxim y un Cañón QF de 1 libra. Además todos los carros de De Wet llevaban municiones para armas pequeñas y armas, así como ropa y otros suministros. A pesar de esto, De Wet permaneció en la zona y, en quince días, contraatacó a los británicos al frente de 1.500 hombres.